# Diaphus longleyi
Diaphus longleyi är en fiskart som beskrevs av Fowler, 1934. Diaphus longleyi ingår i släktet Diaphus och familjen prickfiskar. Inga underarter finns listade i Catalogue of Life.